# جزيرة كركار
جزيرة كَركار هي جزيرة بركانية بيضاوية الشكل تقع في بحر بسمارك، على بعد حوالي 30 كيلومترًا قبالة الساحل الشمالي للبر الرئيسي لبابوا غينيا الجديدة في مقاطعة مادانغ، والتي يفصلها عنها مضيق إيسومرود. يبلغ طول الجزيرة حوالي 25 كم وعرضها 19 كم. يوجد في وسطها بركان نشط به كالديرات متداخلة.